# Progressione del record mondiale dei 50 m dorso
In vasca corta (25 metri) i record del mondo sono omologati dalla FINA dal 3 marzo 1991.

## Uomini

### Vasca lunga
| #                                            | Tempo | +  | Atleta             | Nazionalità   | Data              | Evento                    | Luogo                     | Ref   |
| -------------------------------------------- | ----- | -- | ------------------ | ------------- | ----------------- | ------------------------- | ------------------------- | ----- |
| -                                            | 25"74 |    | Dirk Richter       | Germania Est  | 15 dicembre 1985  |                           | Berlino Est, Germania Est |       |
| -                                            | 25"23 |    | David Berkoff      | Stati Uniti   | 24 settembre 1988 |                           | Seul, Corea del Sud       |       |
| -                                            | 25"13 |    | Jeff Rouse         | Stati Uniti   | 15 aprile 1993    | Robert Burns Invitational | Edimburgo, Regno Unito    |       |
| Record riconosciuti ufficialmente dalla FINA |       |    |                    |               |                   |                           |                           |       |
| 1                                            | 24"99 |    | Lenny Krayzelburg  | Stati Uniti   | 28 agosto 1999    | Campionati panpacifici    | Sydney, Australia         |       |
| 2                                            | 24"80 |    | Thomas Rupprath    | Germania      | 27 luglio 2003    | Campionati mondiali       | Barcellona, Spagna        |       |
| 3                                            | 24"47 |    | Liam Tancock       | Gran Bretagna | 2 aprile 2008     | Campionati britannici     | Sheffield, Regno Unito    |       |
| 4                                            | 24"33 |    | Randall Bal        | Stati Uniti   | 5 dicembre 2008   | Dutch Swimming Cup        | Eindhoven, Paesi Bassi    |       |
| 5                                            | 24"08 |    | Liam Tancock       | Gran Bretagna | 1º agosto 2009    | Campionati mondiali       | Roma, Italia              |       |
| 6                                            | 24"04 |    | Liam Tancock       | Gran Bretagna | 2 agosto 2009     | Campionati mondiali       | Roma, Italia              | [ 1 ] |
| 7                                            | 24"00 |    | Kliment Kolesnikov | Russia        | 4 agosto 2018     | Campionati europei        | Glasgow, Regno Unito      | [ 2 ] |
| 8                                            | 23"93 | sf | Kliment Kolesnikov | Russia        | 17 maggio 2021    | Campionati europei        | Budapest, Ungheria        | [ 3 ] |
| 9                                            | 23"80 |    | Kliment Kolesnikov | Russia        | 18 maggio 2021    | Campionati europei        | Budapest, Ungheria        |       |
| 10                                           | 23"71 |    | Hunter Armstrong   | Stati Uniti   | 28 aprile 2022    | Campionati statunitensi   | Greensboro, Stati Uniti   | [ 4 ] |
| 11                                           | 23"55 | sf | Kliment Kolesnikov | Russia        | 27 luglio 2023    | Coppa di Russia           | Kazan', Russia            | [ 5 ] |

Legenda: Ref - Referto della gara;
Record non ottenuti in finale: (b) - batteria; (sf) - semifinale; (s) - staffetta prima frazione.

### Vasca corta
| #   | Tempo | +     | Atleta             | Nazionalità | Data             | Evento                 | Luogo                   | Ref   |
| --- | ----- | ----- | ------------------ | ----------- | ---------------- | ---------------------- | ----------------------- | ----- |
| 1   | 24"66 |       | Aleksandr Popov    | Russia      | 13 marzo 1994    | Coppa del Mondo        | Genova, Italia          |       |
| 2   | 24"60 |       | Franck Schott      | Francia     | 26 marzo 1994    | Coppa del Mondo        | Parigi, Francia         |       |
| 3   | 24"37 |       | Jeff Rouse         | Stati Uniti | 12 febbraio 1995 | Coppa del Mondo        | Sheffield, Regno Unito  |       |
| 4   | 24"25 |       | Chris Renaud       | Canada      | 28 febbraio 1997 | Campionati canadesi    | St. Catharines, Canada  |       |
| 5   | 24"13 |       | Thomas Rupprath    | Germania    | 11 dicembre 1998 | Campionati europei     | Sheffield, Regno Unito  |       |
| 5 = | 24"13 |       | Matt Welsh         | Australia   | 2 settembre 1999 | Campionati australiani | Canberra, Australia     |       |
| 6   | 24"12 |       | Neil Walker        | Stati Uniti | 18 novembre 1999 | Coppa del Mondo        | Washington, Stati Uniti |       |
| 7   | 24"11 |       | Matt Welsh         | Australia   | 14 gennaio 2000  | Coppa del Mondo        | Hobart, Australia       |       |
| 8   | 24"04 |       | Neil Walker        | Stati Uniti | 16 marzo 2000    | Campionati mondiali    | Atene, Grecia           |       |
| 9   | 23"42 |       | Neil Walker        | Stati Uniti | 16 marzo 2000    | Campionati mondiali    | Atene, Grecia           |       |
| 10  | 23"31 |       | Matt Welsh         | Australia   | 2 settembre 2002 | Campionati australiani | Melbourne, Australia    |       |
| -   | 23"23 | [ 6 ] | Thomas Rupprath    | Germania    | 30 novembre 2002 |                        | Goslar, Germania        |       |
| 11  | 23"27 |       | Thomas Rupprath    | Germania    | 10 dicembre 2004 | Campionati europei     | Vienna, Austria         |       |
| 12  | 23"24 |       | Robert Hurley      | Australia   | 26 ottobre 2008  | Coppa del Mondo        | Sydney, Australia       |       |
| 13  | 23"05 |       | Peter Marshall     | Stati Uniti | 12 novembre 2008 | Coppa del Mondo        | Stoccolma, Svezia       |       |
| 14  | 22"87 |       | Randall Bal        | Stati Uniti | 16 novembre 2008 | Coppa del Mondo        | Berlino, Germania       |       |
| 15  | 22"75 |       | Peter Marshall     | Stati Uniti | 17 ottobre 2009  | Coppa del Mondo        | Durban, Sudafrica       |       |
| 16  | 22"73 |       | Peter Marshall     | Stati Uniti | 11 novembre 2009 | Coppa del Mondo        | Stoccolma, Svezia       |       |
| 17  | 22"61 |       | Peter Marshall     | Stati Uniti | 22 novembre 2009 | Coppa del Mondo        | Singapore               |       |
| 18  | 22"22 |       | Florent Manaudou   | Francia     | 6 dicembre 2014  | Campionati mondiali    | Doha, Qatar             | [ 7 ] |
| 19  | 22"11 |       | Kliment Kolesnikov | Russia      | 23 novembre 2022 | Solidarity Games       | Kazan', Russia          | [ 8 ] |

Legenda: Ref - Referto della gara;
Record non ottenuti in finale: (b) - batteria; (sf) - semifinale; (s) - staffetta prima frazione.

## Donne

### Vasca lunga
| #                                            | Tempo | +     | Atleta                  | Nazionalità  | Data              | Evento                                        | Luogo                | Ref    |
| -------------------------------------------- | ----- | ----- | ----------------------- | ------------ | ----------------- | --------------------------------------------- | -------------------- | ------ |
| -                                            | 29"12 |       | Kristin Otto            | Germania Est | 22 settembre 1988 |                                               | Seul, Corea del Sud  |        |
| -                                            | 29"05 |       | Yang Wenyi              | Cina         | 12 agosto 1989    |                                               | Tokyo, Giappone      |        |
| -                                            | 29"00 |       | Sandra Völker           | Germania     | 27 maggio 1997    | International Swimming Meeting of Monte Carlo | Monte Carlo, Monaco  |        |
| Record riconosciuti ufficialmente dalla FINA |       |       |                         |              |                   |                                               |                      |        |
| 1                                            | 28"90 |       | Sandra Völker           | Germania     | 12 giugno 1999    | International Swimming Meeting of Monte Carlo | Monte Carlo, Monaco  |        |
| 2                                            | 28"78 |       | Sandra Völker           | Germania     | 12 giugno 1999    | International Swimming Meeting of Monte Carlo | Monte Carlo, Monaco  |        |
| 3                                            | 28"71 |       | Sandra Völker           | Germania     | 1º agosto 1999    | Campionati europei                            | Istanbul, Turchia    |        |
| 4                                            | 28"69 |       | Nina Živanevskaja       | Spagna       | 8 aprile 2000     | Campionati spagnoli                           | Madrid, Spagna       |        |
| 5                                            | 28"67 |       | Mai Nakamura            | Giappone     | 18 aprile 2000    | Campionati giapponesi                         | Tokyo, Giappone      |        |
| 6                                            | 28"25 |       | Sandra Völker           | Germania     | 16 giugno 2000    | Campionati tedeschi                           | Berlino, Germania    |        |
| 7                                            | 28"19 |       | Janine Pietsch          | Germania     | 25 maggio 2005    | GER Nationals & World Championship Trials     | Berlino, Germania    |        |
| 7 =                                          | 28"19 |       | Aljaksandra Herasimenja | Bielorussia  | 31 maggio 2006    | Campionati bielorussi                         | Minsk, Bielorussia   |        |
| 8                                            | 28"16 |       | Leila Vaziri            | Stati Uniti  | 28 marzo 2007     | Campionati mondiali                           | Melbourne, Australia |        |
| 8 =                                          | 28"16 |       | Leila Vaziri            | Stati Uniti  | 29 marzo 2007     | Campionati mondiali                           | Melbourne, Australia |        |
| 9                                            | 28"09 |       | Li Yang                 | Cina         | 19 ottobre 2007   | Giochi mondiali militari                      | Hyderabad, India     |        |
| 10                                           | 28"00 |       | Hayley McGregory        | Stati Uniti  | 7 marzo 2008      | Texas Grand Prix                              | Austin, Stati Uniti  |        |
| 11                                           | 27"95 |       | Emily Seebohm           | Australia    | 22 marzo 2008     | Campionati australiani                        | Sydney, Australia    |        |
| 12                                           | 27"67 |       | Sophie Edington         | Australia    | 23 marzo 2008     | Campionati australiani                        | Sydney, Australia    |        |
| 12 =                                         | 27"67 |       | Zhao Jing               | Cina         | 9 aprile 2009     | Campionati cinesi                             | Shaoxing, Cina       |        |
| -                                            | 27"48 | [ 6 ] | Anastasija Zueva        | Russia       | 28 aprile 2009    | Campionati russi                              | Mosca, Russia        |        |
| -                                            | 27"47 | [ 6 ] | Anastasija Zueva        | Russia       | 28 aprile 2009    | Campionati russi                              | Mosca, Russia        |        |
| -                                            | 27"56 | [ 6 ] | Anastasija Zueva        | Russia       | 13 giugno 2009    | International Swimming Meeting of Monte Carlo | Monte Carlo, Monaco  |        |
| 13                                           | 27"61 |       | Daniela Samulski        | Germania     | 26 giugno 2009    | Campionati tedeschi                           | Berlino, Germania    |        |
| 14                                           | 27"39 |       | Daniela Samulski        | Germania     | 29 luglio 2009    | Campionati mondiali                           | Roma, Italia         |        |
| 15                                           | 27"38 |       | Anastasija Zueva        | Russia       | 29 luglio 2009    | Campionati mondiali                           | Roma, Italia         |        |
| 16                                           | 27"06 |       | Zhao Jing               | Cina         | 30 luglio 2009    | Campionati mondiali                           | Roma, Italia         | [ 9 ]  |
| 17                                           | 26"98 |       | Liu Xiang               | Cina         | 21 agosto 2018    | Giochi asiatici                               | Giacarta, Indonesia  | [ 10 ] |

Legenda: Ref - Referto della gara;
Record non ottenuti in finale: (b) - batteria; (sf) - semifinale; (s) - staffetta prima frazione.

### Vasca corta
| #  | Tempo | + | Atleta           | Nazionalità | Data             | Evento                        | Luogo                     | Ref    |
| -- | ----- | - | ---------------- | ----------- | ---------------- | ----------------------------- | ------------------------- | ------ |
| 1  | 27"27 |   | Sandra Völker    | Germania    | 13 dicembre 1998 | Campionati europei            | Sheffield, Regno Unito    |        |
| 2  | 27"25 |   | Haley Cope       | Stati Uniti | 17 marzo 2000    | Women's NCAA Championships    | Indianapolis, Stati Uniti |        |
| 3  | 26"83 |   | Li Hui           | Cina        | 2 dicembre 2001  | Coppa del Mondo               | Shanghai, Cina            |        |
| 4  | 26"50 |   | Sanja Jovanović  | Croazia     | 15 dicembre 2007 | Campionati europei            | Debrecen, Ungheria        |        |
| 5  | 26"37 |   | Sanja Jovanović  | Croazia     | 13 aprile 2008   | Campionati mondiali           | Manchester, Regno Unito   |        |
| 6  | 26"23 |   | Sanja Jovanović  | Croazia     | 13 dicembre 2008 | Campionati europei            | Fiume, Croazia            |        |
| 7  | 26"17 |   | Marieke Guehrer  | Australia   | 6 novembre 2009  | Coppa del Mondo               | Mosca, Russia             |        |
| 8  | 26"08 |   | Zhao Jing        | Cina        | 10 novembre 2009 | Coppa del Mondo               | Stoccolma, Svezia         |        |
| 9  | 25"82 |   | Zhao Jing        | Cina        | 10 novembre 2009 | Coppa del Mondo               | Stoccolma, Svezia         |        |
| 10 | 25"70 |   | Sanja Jovanović  | Croazia     | 12 dicembre 2009 | Campionati europei            | Istanbul, Turchia         |        |
| 11 | 25"67 |   | Etiene Medeiros  | Brasile     | 7 dicembre 2014  | Campionati mondiali           | Doha, Qatar               | [ 11 ] |
| 12 | 25"60 |   | Kira Toussaint   | Paesi Bassi | 14 novembre 2020 | International Swimming League | Budapest, Ungheria        |        |
| 13 | 25"25 |   | Margaret MacNeil | Canada      | 16 dicembre 2022 | Campionati mondiali           | Melbourne, Australia      | [ 12 ] |
| 14 | 25"23 |   | Regan Smith      | Stati Uniti | 13 dicembre 2024 | Campionati mondiali           | Budapest, Ungheria        | [ 13 ] |

Legenda: Ref - Referto della gara;
Record non ottenuti in finale: (b) - batteria; (sf) - semifinale; (s) - staffetta prima frazione.